# 签约奖金
签约奖金（signing bonus 或 sign-on bonus），也译作签字费，是公司向新员工支付的一笔钱，作为对其加盟的激励。签约奖金只是对全职员工，不对临时雇佣的员工或实习生。签约奖金通常是作为使薪酬包（薪酬组合）对员工更具吸引力的一种方法是用的，比如在年薪可能低于员工的预期的情况下。由于签约奖金是一次性支付的，这会降低公司的风险：如果员工达不到预期的要求，公司不用支付高的工资。签约奖金通常用于职业体育，和雇佣应届毕业生。